# Нурше (канатна дорога)
65°00′30″ пн. ш. 19°36′40″ сх. д. / 65.00824° пн. ш. 19.611111° сх. д.

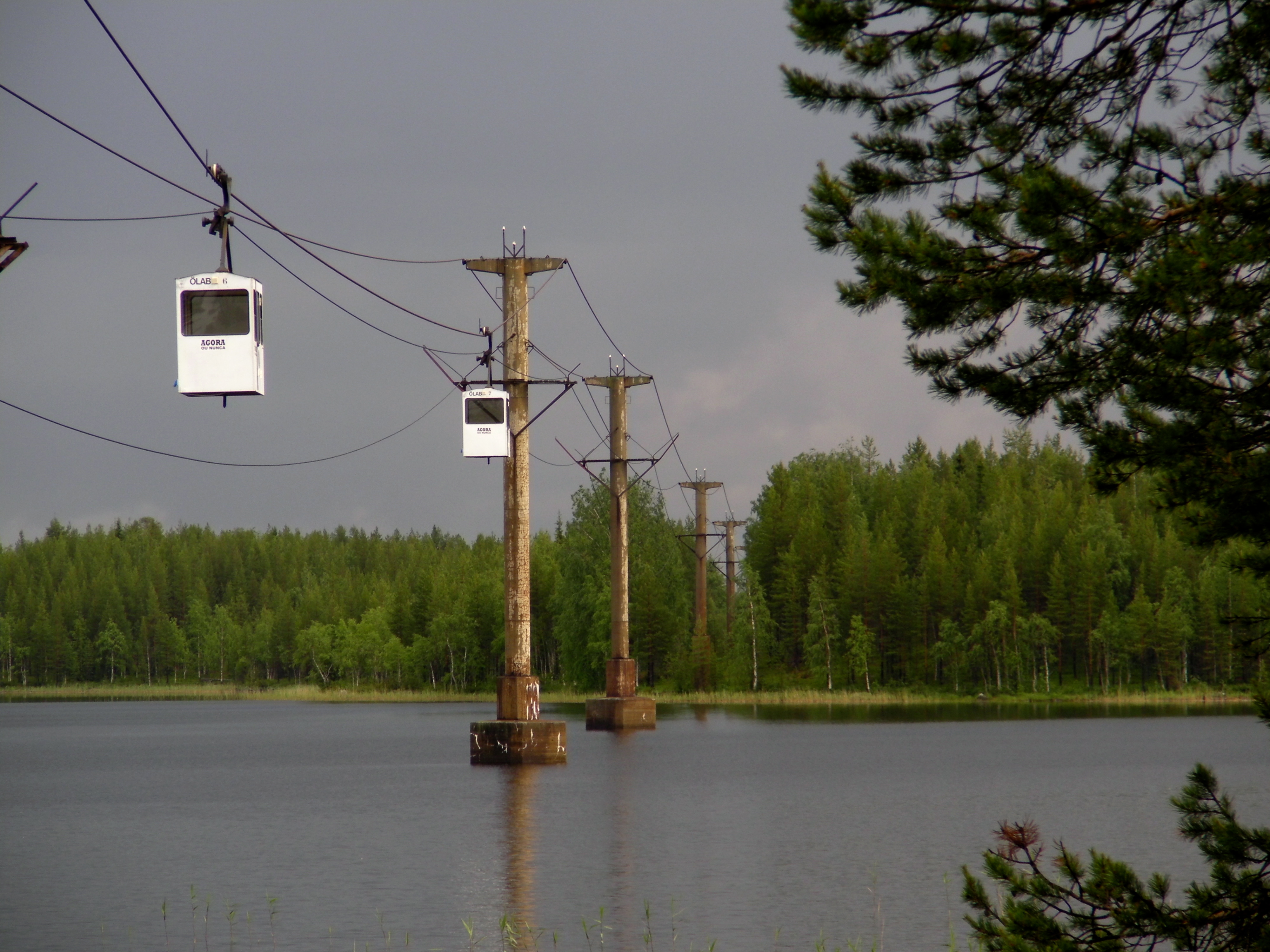
Пасажирські гондоли (2011)

Канатна дорога Нурше — канатна дорога завдовжки 13,2 км між Йортреском і Менстреском у муніципалітеті Нурше, Швеція.
Канатна дорога Нурше почала функціонувати для пасажирських перевезень в 1989 році як туристичний об'єкт. 
Це дистанція найдовшої промислової канатної дороги у світі завдовжки 96 км, побудованої в 1940-х роках попередниками Boliden AB для транспортування руди з Крістінеберг, Лікселе до Булідена. 
В 1943 — 1987 ця канатна дорога перевозила 12 млн тонн рудного концентрату, що містять мідь, свинець, цинк, сірку, срібло та золото.
У технічному плані канатна дорога Нурше була двоканатним підйомником із підвісними кабінами, і пересувались за допомогою тягового троса. Кожна кабіна могла перевозити по чотири людини зі швидкістю 10 км/год, причому їзда в одну сторону займала 1 годину 45 хвилин. 3 км маршруту над озерами та струмками.

## Канатна дорога Крістінеберг-Буліден
Дефіцит палива та каучуку під час Другої світової війни зробив автомобільне транспортування руди занадто дорогим для Boliden AB. 
З відстанню по прямій лінії близько 90 км мідний рудник у Крістінберзі був найвіддаленішим від проммайданчика у Булідені. 
Окрім нормованого імпорту, високовартісними у той час були сталь і навіть бетон
. 
Тому, хоча було запропановано декілька залізничних рішень, включаючи вузькоколійку, канатна дорога була визнана доцільнішою через сприятливі вимоги до будівельних матеріалів.
Планування розпочалося в 1941 році, початкова ідея полягала в тому, що канатна дорога була прокладена прямо між Буліденом і Крістінебергом з опорами, виготовленими з обробленої миш’яком деревини, щоб мінімізувати витрати на будівництво. 
Проте, щоб отримати максимальну віддачу від інвестицій, було вирішено прокласти лінію через кілька нещодавно виявлених рудних тіл, щоб завантажити канатну дорогу після початку розвідки - у будь-якому випадку, проміжні станції були потрібні приблизно що 13 км. 
Замість дерев’яних були вибрані залізобетонні опори, через те що вони значно довговічніші при меншому обслуговуванні.
 
Опори та механічні системи були ідентичні 42-кілометровій канатній дорозі Кальклінбанан введену в експлуатацію в 1941 році в середній Швеції, що послужило підтвердженням концепції для величезного технологічного підприємства.

У квітні 1942 року 1500 чоловік розпочали прокладання доріг під опори, розчищення лісу (в коридорі шириною 40 м, щоб уникнути пошкоджень від падіння дерев), відливання та монтажу опор і приводних станцій. 
Було змонтовано 514 опор, з них 16 стоять на водних поверхнях, а також 10 станцій натяжіння та перевантаження, а також 25 електропідстанцій. 
Найвищі опори на перетині річки Шеллефтеельвен мали висоту 38 м з внутрішніми сходами. 
Проліт між опорами коливався від 11 до 429 м.

Перша рудна гондола була відправлена лінією довжиною 96 км 14 квітня 1943 року, через 370 днів після початку будівництва та на 4,5 місяці раніше запланованого. 
 
За 45 років експлуатації канатна дорога періодично оцінювалася на конкурентоспроможність автомобільного транспорту. 
Щоб зберегти економічну доцільність, було впроваджено численні оптимізації, включаючи легші гондоли та повну автоматизацію. 
Зрештою, в 1986 році обставини змінилися настільки, що важкі вантажівки були визнані більш економічно доцільними, а канатну дорогу закрили та демонтували у наступні роки.
На момент виведення з експлуатації було засновано товариство «Världens längsta linbaneförening» («найдовша у світі товариство канатної дороги») для збереження канатної дороги. 
Секція IV, одна з восьми секцій завдовжки приблизно 13 км, була збережена і переобладнана на пасажирський транспорт. 
Станом на 2013 рік дорога все ще працює влітку.
У той час як усі механічні установки для решти системи, а також гондоли та кабелі були знесені, більшість опор залишилися на своєму шляху через ліс. Вирубаний коридор досі добре видно на супутникових знімках, ряд опор також можна побачити на перехрестях доріг у Google Street View.